# Bamaga Injinoo Airport
Bamaga Injinoo Airport är en flygplats i Australien. Den ligger i kommunen Torres och delstaten Queensland, omkring 2 100 kilometer nordväst om delstatshuvudstaden Brisbane.
Trakten runt Bamaga Injinoo Airport är nära nog obefolkad, med mindre än två invånare per kvadratkilometer.. Det finns inga samhällen i närheten.
I omgivningarna runt Bamaga Injinoo Airport växer huvudsakligen savannskog. Genomsnittlig årsnederbörd är 1 425 millimeter. Den regnigaste månaden är januari, med i genomsnitt 404 mm nederbörd, och den torraste är augusti, med 3 mm nederbörd.